# Llac Ihema
El llac Ihema és un llac interior de Ruanda situat a la Província de l'Est, dins del Parc Nacional d'Akagera, a una altitud d'uns 1.300 metres. El marge oriental forma la frontera entre Tanzània i Ruanda. Paral·lelament a la costa oriental transcorre l'Akagera, afluent del Nil.
Als marges del llac hi ha diversos miradors que poden ser abordats pels turistes a la companyia del Parc. També hi ha càmpings més petits i un punt de partida per a viatges de pesca al llac. Al llac s'hi poden trobar peixos tilapia, bec d'esclop (Balaeniceps rex), escolopàcids, tresquiornítids, caràdrids, ardèids, hipopòtams i cocodrils. El marge occidental és una important font d'aigua per a molts animals que viuen al Parc nacional a causa de la seva costa suaument inclinada. El llac està connectat al Nil a través dels pantans Akagera.
En març de 1876, l'explorador britànic Henry Morton Stanley va sortir a la recerca de les fonts del Nil, va passar una nit a l'illa del lac Ihema que va descriure així :
| « | La seva illa està formada per un esquist cobert d'una capa d'al·luvions poc profunds. L'aigua del llac Ihrma és bona i agradable al gust, però, com totes les aigües de la conca d'Alexandra, es distingeix pel seu color ferruginós d'un marró apagat. | » |